# Tour de Roccapina
La Tour de Roccapina (en corse : Torra di Roccapina) est une tour génoise en ruines située dans la commune de Sartène, dans le département français de la Corse-du-Sud. 

## Protection
La tour d'Erbalungao est inscrite monument historique par arrêté du 29 juillet 1994.